# 佩里尼 (约讷省)
佩里尼（法語：Perrigny，法語發音：[pɛʁiɲi] ⓘ）是法国勃艮第-弗朗什-孔泰大区约讷省的一个市镇，位于该省中部，属于欧塞尔区。

## 地理
佩里尼（47°49'12"N, 3°32'16"E）面积12.62 平方千米，位于法国勃艮第-弗朗什-孔泰大區约讷省，该省份为法国中北部内陆省份，西接卢瓦雷省，西北接塞纳-马恩省，南至涅夫勒省，东临科多尔省，东北与奥布省接壤。
与佩里尼接壤的市镇（或旧市镇、城区）包括：阿普瓦尼、欧塞尔、布朗什、沙尔比、莫内托、博尔什河畔圣乔治。
佩里尼的时区为UTC+01:00、UTC+02:00（夏令时）。

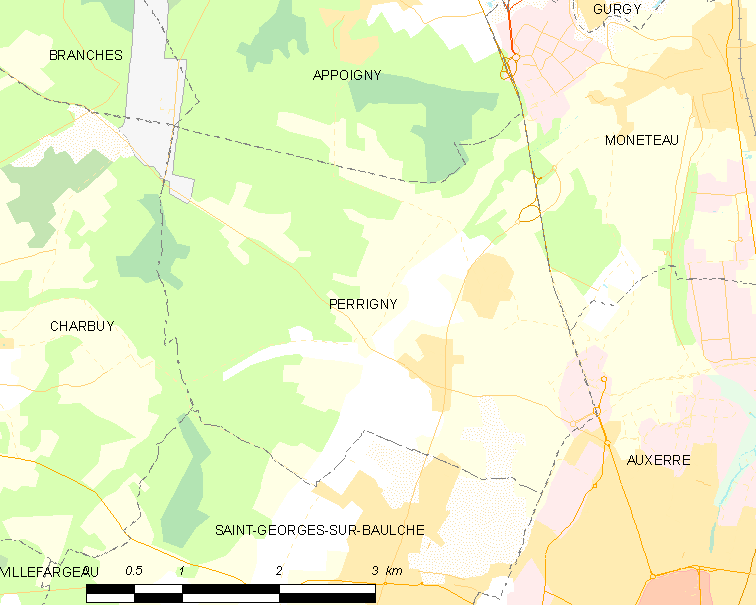
佩里尼的OSM定位图

## 行政
佩里尼的邮政编码为89000，INSEE市镇编码为89295。

## 政治
佩里尼所属的省级选区为欧塞尔第二县。

## 交通
约讷省省道D31线和D158线在佩里尼交汇。

## 人口

1962-2008年间佩里尼人口变化图示

佩里尼于2022年1月1日时的人口数量为1254人。